# Gheorghe Pașca

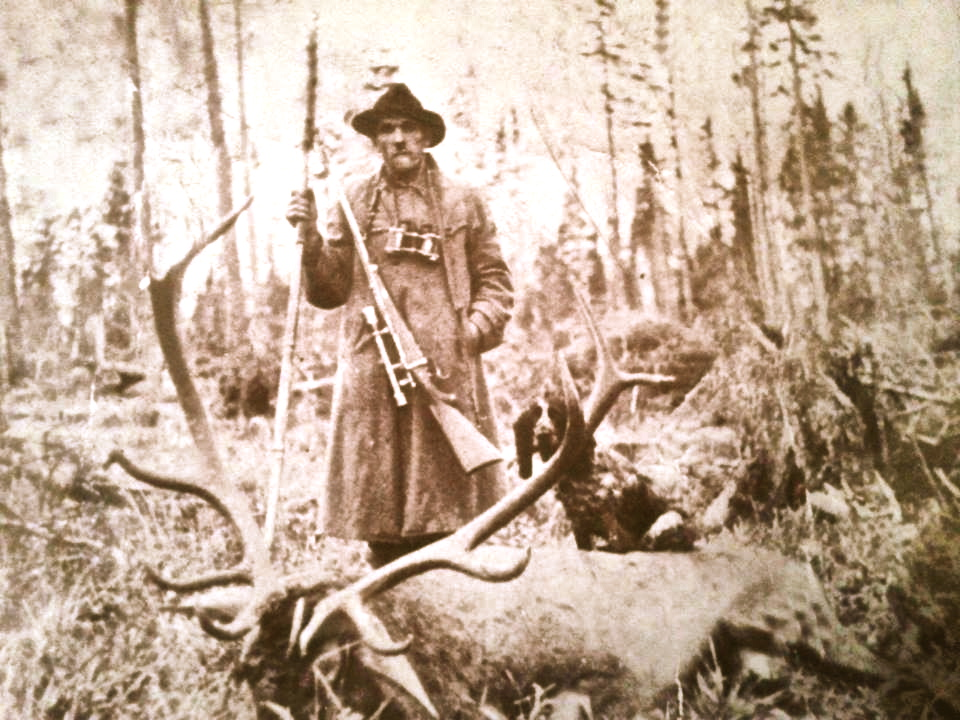
Gheorge Pașca, zwischen 1930 und 1956

Gheorghe Pașca (* 13. April 1901 in Săliștea de Sus; † 5. Februar 1956 in Valea Arșiței, Baia Mare) war ein rumänischer antikommunistischer Partisan in der Region Maramureș.

## Leben
Gheorghe Pașca verdiente seinen Unterhalt als Zimmerer, Imker und Jäger. Da er ein guter Kenner der Berge und Wälder in der Region Maramureș war, wurde er zu einer bekannten Person in der Gegend. Pașca war mit Anisia verheiratet, mit der er keine Kinder hatte. Im Sommer 1946 geriet er in Konflikt mit den Behörden, weil er sich weigerte, sein Scharfschützengewehr, wie es damals gesetzlich vorgesehen war, herauszugeben. Von der Polizei und dem Sicherheitsdienst gesucht, verließ er sein Haus und flüchtete in die Berge. Anderen Aussagen zufolge, habe er offen seinen Hass gegenüber den Kommunisten geäußert. Er wurde schnell zum Feind des kommunistischen Regimes. Der Druck auf die Mitglieder der Familie Pașca sollte in der nächsten Zeit stärker werden, was seinen Bruder Dumitru 1949 dazu veranlasste, sich Gheorghe anzuschließen. Zur gleichen Zeit wurden in der Nachbargemeinde Dragomirești die Mitglieder der Organisation „Kampf gegen den Kommunismus“ gegründet, die gezwungen waren, in die Berge zu fliehen. Für kurze Zeit schlossen sich die Paşca-Brüder dieser Gruppe an, aber nach dem Tod von Dumitru, der im Februar 1950 von der Securitate erschossen wurde, zog es Gheorghe Pașca vor, isolierten Widerstand zu leisten, um so seine Überlebenschancen zu erhöhen. Er blieb jedoch mit den Mitgliedern dieser Organisation in Kontakt und versorgte sie mit Informationen, Waffen und Munition bis zur allmählichen Vernichtung aller Mitglieder der Gruppe. Im Folgenden gab es mehrere Versuche der Securitate, Paşca zu fangen. Im Dezember 1950 schickte die Securitate Ioana Vlad, eine junge Frau aus Săliștea de Sus, in die Berge, um Pașca zu finden und seinen Aufenthaltsort zu melden. Als sie ihn fand, bewegte Pașca sie dazu, bei ihm zu bleiben. Die beiden lebten bis Juni 1953 zusammen. Während dieser Zeit bekam das Paar eine Tochter. Sie lebten lange Zeit in einer Hütte in Măgura Telciului, im Norden des Kreises Bistrița-Năsăud.
Pașca und Vlad wurden im Juni 1953 von Sicherheitskräften umstellt. Vlad wurde gefasst, aber Gheorghe Pașca gelang die Flucht. Ioana wurde von der Securitate verhört und in die Haftanstalt Satu Mare eingesperrt, wo sie am 23. August 1953 ihr zweites Kind, Gheorghe, zur Welt brachte. In den folgenden Jahren besuchte Gheorghe Pașca mehrmals heimlich seine Familie. Die Sicherheitskräfte überwachten genau das Gebiet, in dem der Partisan aktiv war, kontrollierten, verhörten und folterten Personen, die verdächtigt wurden, mit ihm in Kontakt zu stehen. Anfang 1955 ließ sich Gheorghe Pașca in einem Schutzraum nieder, der in einem Wald in der Nähe des Dorfes Bichigiu in der Gemeinde Telciu eingerichtet war, 23 km nordwestlich der Stadt Năsăud. Im Frühjahr desselben Jahres gesellte sich zu Pașca ein junger Mann aus Bichigiu, Gavrilă Rus, der während seines Militärdienstes aus der Armee desertiert war und in eine Arbeitseinheit eingegliedert wurde.
Auf der Grundlage neuer Informationen organisierte die Securitate eine große Aktion im Gebiet des Dorfes Bichigiu, um beide Partisanen zu fangen und zu liquidieren. Pașca und Rus hatten sich in einer im Arșiței-Tal eingerichteten Hütte, an einem schwer zugänglichen Ort, verschanzt. Am 5. Februar 1956 wurden mehrere Einsatzkräfte in Begleitung von Truppen des 7. Sicherheitsbataillons aus Florești eingesetzt, um das Gebiet zu blockieren und zu untersuchen. Die Partisanen wurden überrascht und nach einer bewaffneten Auseinandersetzung erschossen. Die Leichen von Pașca und Rus wurden noch am selben Tag in die Securitate-Zentrale in Năsăud transportiert und am nächsten Tag von einem Gerichtsmediziner aus Cluj-Napoca obduziert. Daraufhin stellte man sie in der Stadt als Abschreckung öffentlich aus und begrub sie dann in einem Massengrab.